# 李钦平
李钦平（？—），中华人民共和国外交官。

## 生平
李钦平曾任驻荷兰大使馆参赞和驻冰岛大使馆临时代办。1991年6月，出任中华人民共和国驻密克罗尼西亚联邦大使兼驻马绍尔群岛大使。1993年2月，免兼驻马绍尔群岛大使。1994年1月，自驻密克罗尼西亚联邦大使离任。